# Liste des résolutions du Conseil de sécurité des Nations unies sur la République sahraouie
Pour un article plus général, voir Liste des résolutions du Conseil de sécurité des Nations unies par pays.
Cet article dresse une liste des résolutions du Conseil de sécurité des Nations unies concernant la République sahraouie.

## République sahraouie
La République sahraouie, en forme longue la République arabe sahraouie démocratique, en abrégé la RASD, en arabe الجمهورية العربية الصحراوية الديمقراطية (Al-Jumhūrīyya al-`Arabīyya aṣ-Ṣaḥrāwīyya ad-Dīmuqrāṭīyya), en espagnol República Árabe Saharaui Democrática, est un État proclamé le 27 février 1976 par le Front Polisario, qui revendique la souveraineté sur le territoire du Sahara occidental. Ce territoire est cependant également revendiqué par le Maroc, qui en contrôle 80 %.
- Résolution 1754 : la situation concernant le Sahara occidental.
- Résolution 1783 : la situation concernant le Sahara occidental.
- Résolution 1813 : la situation concernant le Sahara occidental.
- Résolution 1871 : la situation concernant le Sahara occidental.
- Résolution 1920 : la situation concernant le Sahara occidental.
- Résolution 1979 : la situation concernant le Sahara occidental (adoptée le 27 avril 2011).
- Résolution 2044 : la situation concernant le Sahara occidental (adoptée le 26 avril 2012).
- Résolution 2099 : la situation concernant le Sahara occidental (adoptée le 25 avril 2013 lors de la 6951e séance).
- Résolution 2152 : la situation concernant le Sahara occidental (adoptée le 29 avril 2014).
- Résolution 2285 : la situation concernant le Sahara occidental (adoptée le 29 avril 2016).
- Résolution 2703 : La situation concernant le Sahara occidental (MINURSO) (adoptée le 30 octobre 2023)